# Crawling
Crawling (en català, Arrossegant-se) és el segon senzill de Hybrid Theory, àlbum debut de la banda Linkin Park. En aquest àlbum ocupa la pista 5. Va ser llançat l'1 de maig de 2001. Una versió demo es va realitzar durant l'enregistrament de Hybrid Theory, que conté un intermedi amb rap de Mike Shinoda, després de l'últim cor. "Crawling" va guanyar el Premi Grammy a Millor interpretació de Hard rock en el 2002.
Aquesta cançó ocupa el lloc #43 de "Les 100 millors cançons de tot el temps" de la revista Kerrang!.

## Cançó
És una de les poques cançons de "Hybrid Theory" que no conté el rap de Mike Shinoda, qui solament té una línia que es repeteix en el pre-cor, a més de veure en el video tocant instruments.
La lletra de "Crawling" descriu a algú que passa per atacs de pànic i addiccions, en el qual la víctima, durant aquests, no pot controlar el que està passant, i d'una manera, perd el seu control sobre la realitat. Això va fer creure que Chester, en el passat, va passar per això.
Una versió remix oficial de "Crawling" es va llançar en l'àlbum "Reanimation" (2002) anomenat "Krwlng", fet per Mike Shinoda i Aaron Lewis.

## Llista de cançons
1. "Crawling" (Album Version) - 3:21
2. "Papercut" (Live on BBC Radio One) - 3:21
3. "Behind the Scenes Bonus Footage" (Video) - 9:56

## Video musical
El video està dirigit pels Germans Strause. Es tracta d'una dona jove a l'interior d'un conflicte entre una relació abusiva. La dona (representada per Katelyn Rosaasen) està tancada a la resta del món, representat amb els efectes especials dels cristalls que formen el seu al voltant. Al final, els cristalls disminueixen, símbol del seu èxit en la lluita contra la relació.
Aquest vídeo se suposa que té un final "fosc" quan s'acaba d'escriure la primera sinopsi, pres de la pel·lícula Species, quan un ventilador mata a la banda. Warner Bros. va rebutjar la idea, i el final acaba ha estat escrit en el seu lloc.
"Crawling" va ser el primer el video de Dave "Phoenix" Farrell al costat de la banda. Phoenix va tornar a Linkin Park, just abans que es va començar a gravar en aquest vídeo.

## Reconeixements
| Publicació | País       | Elogi                                           | Any  | Posició |
| ---------- | ---------- | ----------------------------------------------- | ---- | ------- |
| Kerrang!   | Regne Unit | Les 100 més grandiosos senzills de tot el temps | 2006 | 43      |

## Charts
| Chart                                         | Posiciónmáxima |
| --------------------------------------------- | -------------- |
| Canadà BDS Airplay Chart                      | 3              |
| O.S. Billboard Hot 100                        | 74             |
| O.S. Billboard Pop 100                        | 73             |
| O.S. Billboard Modern Rock Tracks             | 7              |
| O.S. Billboard Mainstream Rock Tracks         | 4              |
| O.S. Billboard Hot 100 Airplay                | 75             |
| O.S. Billboard Bubbling Under Hot 100 Singles | 14             |
| European Hot 100 Singles                      | 7              |
| ARC Weekly Top 40                             | 10             |
| Irlanda Singles Chart                         | 2              |
| UK Singles Chart                              | 16             |
| Àustria Top 75                                | 5              |
| German Singles Top 100                        | 23             |
| Països Baixos Top 40                          | 25             |
| Polònia Singles Chart                         | 39             |
| Brasil Hot 100                                | 52             |
| Àustria Singles Chart                         | 8              |
| Suècia Singles Chart                          | 27             |
| Països Baixos Singles Chart                   | 45             |
| Suïssa Singles Chart                          | 43             |
| Bèlgica Singles Chart                         | 25             |
| Austràlia Singles Chart                       | 33             |
| Nova Zelanda Singles Chart                    | 37             |
| Alemanya Top 40                               | 36             |
| Els 100+ Comandes Nord                        | 22             |
| Els 100+ Comandes Sud-oest                    | 13             |

## Versions
- La banda alemanya Angelzoom va llançar un cóver d'aquesta cançó en el seu àlbum debut.